# Murat (miniserie televisiva)
Murat è uno sceneggiato televisivo italiano diretto da Silverio Blasi e andato in onda sul Programma Nazionale della Rai in tre episodi dal 15 al 29 giugno 1975.

## Personaggi e interpreti

### Ruoli principali
- Gioacchino Murat, interpretato da Orso Maria Guerrini
- Napoleone, interpretato da Raoul Grassilli
- Il generale Nunziante, interpretato da Vittorio Sanipoli
- Il capitano Starace, interpretato da Antonio Casagrande
- Il relatore Frojo, interpretato da Manlio Guardabassi
- Re Ferdinando, interpretato da Gianni Musy
- Giuseppe Zurlo, interpretato da Aldo Massasso
- Marzio Mastrilli di Gallo, interpretato da Roldano Lupi
- Carolina Bonaparte, interpretata da Paola Bacci
- Paolina Bonaparte, interpretata da Elisabetta Carta
- Achille Murat, interpretato da Filippo Attanasio
- Pietro Colletta, interpretato da Emilio Cappuccio
- Cristoforo Saliceti, interpretato da Giuseppe Fortis
- Joseph Fouché, interpretato da Mario Feliciani
- Il capitano Trentacapilli, interpretato da Guido Leontini
- Giuseppe Bonaparte, interpretato da Diego Michelotti

### Ruoli secondari
- Il ministro Medici, interpretato da Roberto Pescara
- Il canonico Masdea, interpretato da Mario Laurentino
- Matteo Galdi, interpretato da Pierluigi Zollo
- Guglielmo Pepe, interpretato da Aldo Barberito
- Antonio Maghella, interpretato da Gigi Casellato
- Eugenio di Beauharnais, interpretato da Nicola Del Buono
- Julie Recamier, interpretata da Graziella Galvani
- Il doganiere Barba, interpretato da Giovanni Attanasio
- Una donna calabrese, interpretata da Elisa Ascoli Valentino
- L'ufficiale delle cucine, interpretato da Luigi Uzzo
- Daure, interpretato da Giorgio Favretto
- La Calabresella, interpretata da Valeria Ruocco
- Un soldato napoletano, interpretato da Enrico Di Domenico
- Il conte Di Mier, interpretato da Francesco Paolo D'Amato
- Il "basso" Labache, interpretato da Sergio Kalabakos